# دان كوران
دان كوران (بالإنجليزية: Dan Curran)‏ هو لاعب كرة قدم أمريكية أمريكي، ولد في 28 أكتوبر 1976 في تشيلمسفورد في الولايات المتحدة.

## وصلات خارجية
- دان كوران على موقع JustSportsStats.com (الإنجليزية)